# Clara Fuentes Monasterio
Pour les articles homonymes, voir Fuentes et Monasterio.
Clara Sarahy Fuentes Monasterio, née le 12 août 1997 à Caracas, est une haltérophile handisport vénézuélienne concourant en -41 kg. Elle est médaillée de bronze aux Jeux de 2020.

## Carrière
Elle est atteinte d'arthrogrypose, une maladie qui entraîne une contraction involontaire des articulations. À sa naissance, les médecins tirent sur ses jambes ce qui provoque la rupture des ligaments de ses deux genoux. Elle débute l'haltérophilie en 2016.
Aux Jeux parapanaméricains de 2019, elle remporte la médaille de bronze en -41 kg. Deux ans plus tard, elle remporte une nouvelle fois la médaille de bronze mais cette fois aux Jeux paralympiques.